# Hardcore Pawn
Hardcore Pawn ist eine US-amerikanische Reality-Fernsehserie, die erstmals am 16. August 2010 auf dem US-amerikanischen Kabelsender truTV ausgestrahlt wurde. Die Serie dreht sich um das tägliche Geschehen in der Pfandhaus-Familie Gold in Detroit, Michigan, und bietet den Zuschauern Einblicke in den Betrieb des Pfandhauses und die Interaktionen zwischen den Kunden und den Mitarbeitern.

## Konzept und Handlung
Die Serie Hardcore Pawn wurde von Richard Dominick entwickelt und konzentriert sich auf das Leben der Familie Gold, die das American Jewelry and Loan leitet, ein Pfandhaus in Detroit. Das Pfandhaus wurde 1978 von Les Gold gegründet und wird mittlerweile von Les’ Sohn Seth und Tochter Ashley mitbetrieben. Die Serie zeigt die unterschiedlichen Herausforderungen und Probleme, mit denen die Familie und ihre Mitarbeiter täglich konfrontiert sind. Es wurde vermutet, dass manche Szenen nicht spontan waren, sondern einem Drehbuch folgten.
Jede Episode von Hardcore Pawn folgt einem ähnlichen Format. Kunden bringen verschiedene Gegenstände wie Schmuck, Elektronik, Musikinstrumente und andere Wertgegenstände in das Pfandhaus, um sie zu verpfänden oder zu verkaufen. Die Golds und ihre Mitarbeiter bewerten die Gegenstände, verhandeln über den Preis und treffen Entscheidungen über den Ankauf oder die Ablehnung. Dabei kommt es oft zu Konflikten und Auseinandersetzungen zwischen den Kunden und den Angestellten.
Die Sendung wurde nach dem kommerziellen Erfolg von Pawn Stars entwickelt, jedoch mit einem stärkeren Fokus auf Zwischenmenschliches. Ein wesentlicher Aspekt der Serie sind die Konflikte und Spannungen, die zwischen den Familienmitgliedern entstehen. Les, Seth und Ashley haben oft unterschiedliche Meinungen über Geschäftsentscheidungen und geraten regelmäßig aneinander. Die Serie zeigt auch die Dynamik zwischen den Mitarbeitern des Pfandhauses, die in einer stressigen und manchmal hektischen Umgebung arbeiten.
Die Serie hat auch zu einem gewissen Grad an Kontroversen geführt, da einige Kritiker argumentieren, dass sie die Klienten des Pfandhauses negativ darstellt und Sensationslust und Drama über die tatsächliche Realität des Geschäftsbetriebs stellt.

## Ausstrahlung und Spin-offs
Hardcore Pawn wurde in den USA auf dem Kabelsender truTV ausgestrahlt und lief dort insgesamt neun Staffeln lang. Die erste Episode wurde am 16. August 2010 ausgestrahlt, und die letzte Episode wurde am 29. April 2015 gesendet.
Die Popularität der Serie führte zur Entwicklung von Spin-offs. Im Jahr 2012 startete truTV die Serie Hardcore Pawn: Chicago, die sich auf ein Pfandhaus in Chicago konzentrierte. Diese Serie hatte jedoch nicht den gleichen Erfolg wie das Original und wurde nach nur zwei Staffeln abgesetzt.